# Vasilsko
Vasilsko (deutsch Wasilsko) ist eine Ansiedlung der Gemeinde Rudimov in Tschechien. Sie liegt vier Kilometer südwestlich von Slavičín und gehört zum Okres Zlín.

## Geographie
Vasilsko befindet sich im Norden der Weißen Karpaten auf dem Gebiet des Landschaftsschutzgebietes CHKO Bílé Karpaty. Die Ansiedlung liegt auf einem Höhenzug zwischen den Tälern der Bäche Vasilsko und Blyštice. Nördlich erhebt sich die Ploštiny (477 m), östlich die Široká (411 m), südöstlich die Louky (419 m), im Süden der Kolelač (390 m) sowie westlich  der Plošti (467 m). Gegen Süden befindet sich im Tal des Kolelač der Stausee Kolelač. Östlich von Vasilsko verläuft die Wlarabahn, die nächste Bahnstation Hostětín liegt knapp zwei Kilometer südöstlich auf freiem Feld.
Nachbarorte sind Nevšová und Mladotice im Norden, Slavičín und Hrádek na Vlárské dráze im Nordosten, Rokytnice und Pod Zbytkem im Osten, Kolelač und Hostětín im Südosten, Pitín im Süden, Jamský Mlýn, Bojkovice und Ústsko im Südwesten, Kvašňová, Rudice und Přečkovice im Westen sowie Ve Mlýně und Rudimov im Nordwesten. 

## Geschichte
Die erste schriftliche Erwähnung des zum Bistum Olmütz gehörigen Dorfes Vasile erfolgte im Jahre 1131 in einem Besitzverzeichnis des Bischofs Heinrich Zdik. 1367 besaß Pešek von Vasily das Dorf. Im Jahre 1440 wurde Vasile als Teil des bischöflichen Lehns Engelsberg genannt. Nachdem der Ritter Pankraz von Svätý Mikuláš die Burgen Engelsberg und Světlov als Ausgangspunkt für seine Raubzüge nutzte, kauften die mährischen Stände 1449 beide Burgen auf und veräußerten sie an Burian von Vlčnov und Zich von Lipina. Letzterer verstarb bald darauf, und mit bischöflicher Zustimmung erbte Burians Sohn Jiřík von Vlčnov dessen Besitz. Das Lehn Engelsberg umfasste zu dieser Zeit die Dörfer Sehradice, Nevšová, Horní Lhota, Dolní Lhota, Radimow, Krátká und Vasily. Während der Machtkämpfe zwischen Georg von Podiebrad und Matthias Corvinus wurden die Burgen Světlov und Engelsberg zerstört. In dieser Zeit erlosch auch das Dorf Wasyl. Im Jahre 1474 verkaufte Jiřík von Vlčnov das Lehn Engelsberg und die Allodialherrschaft Světlov an Ctibor von Landstein. Als neuen Herrschaftssitz ließ Ctibor zwischen 1480 und 1500 bei Bojkovice die Burg Nový Světlov errichten. In den Jahren 1518, 1544 und 1550 wurde Wasyl bzw. Wasyly als wüstes Dorf genannt. In der zweiten Hälfte des 16. Jahrhunderts errichteten die Tettauer von Tettau anstelle des erloschenen Dorfes Wasyly einen herrschaftlichen Hof. 
Erste schriftliche Nachweise über den Meierhof Wassilsko stammen aus dem Jahre 1598. Ihm waren die vordem zur wüsten Burg Engelsberg untertänigen Ortschaften angeschlossen. Das Lehngut Wassilsko war eines der 68 bischöflichen Mannslehngüter und blieb bis zur Mitte des 19. Jahrhunderts immer mit der Herrschaft Světlov verbunden. Zu den nachfolgenden Besitzern gehörten zwischen 1554 und 1592 über drei Generationen die Tettauer von Tettau. Im Jahre 1613 erwarb Franz Graf Serényi de Kis Sereni den Besitz. Nach dessen Tode erbten 1621 dessen vier Söhne Michael, Emmerich, Paul und Gabriel gemeinschaftlich den väterlichen Besitz. Nach dem Tode ihrer älteren Brüder teilten Paul und Gabriel 1633 den Besitz. Paul erhielt die Güter Luhačovice, Pozlovice, Řetechov, Pradlisko, Provodov, Podhradí, Petrůvka, Žilín, Kladná und Přečkovice, aus denen er die neue Herrschaft Luhačovice bildete, während auf Gabriel der übrige Teil von Světlov und das Lehngut Vasilsko zufiel. Im Jahre 1750 hinterließ Karoline Gräfin Serényi die Herrschaften Světlov, Milotice und Svatobořice und das Lehngut Vasilsko ihrem Ehemann Quiard Josef Graf Saint Julien. Dieser kaufte 1757 dem Bistum Olmütz für 12000 Gulden das Gut Vasilsko aus dem Lehn frei. Im Jahre 1803 verkauften seine Söhne den Besitz an Sophie Haugwitz von Biskupitz. Von ihr fiel das Gut Vasilsko als Erbe an ihren Sohn Karl Haugwitz von Biskupitz und später dessen Schwager Heinrich Graf Larisch-Moennich zu. Bis zur Mitte des 19. bildete Vasilsko immer ein selbständiges Gut.
Nach der Aufhebung der Patrimonialherrschaften bildete Vasilsko ab 1850 einen Teil der Gemeinde Rudimov. Nach dem Tode seines Vaters vereinte Eugen Larisch-Moennich ab 1859 die Güter Světlov und Vasilsko zu einer Einheit. Zu den weiteren Besitzern gehörten ab 1884 die Grafen Bellegarde, ab 1906 der Graf Karátsonyí, und ab dem darauffolgenden Jahr der Fürst Lubomirski. Im Jahre 1905 wurde Vasilsko zusammen mit Rudimov dem Gerichtsbezirk Bojkovice zugeordnet, zu dem der Ort bis 1948 gehörte. Im Jahre 1914 erwarb die Bodenbank den Großgrundbesitz. Ab 1926 gehörten die Ländereien der Familie Zbořil. 1949 wurde der Ort dem Okres Valašské Klobouky zugeordnet. Nach dessen Aufhebung kam Vasilsko Ende 1960 zum Okres Gottwaldov. Zwischen 1980 und 1991 war Vasilsko nach Slavičín eingemeindet. Seit 1992 gehört Vasilsko wieder zur Gemeinde Rudimov.